# ليو جرايتس
ليو جرايتس (26 سبتمبر 1856 - 12 نوفمبر 1941) فيزيائي ألماني يهودي، ولد في فروتسواف بألمانيا، وهو ابن المؤرخ هاينريش جرايتس.
كان باحثًا في حركة الموجات الكهرومغناطيسية، تُسمى على اسمه الكمية الفيزيائية جرايتز (Gz)، وهي كمية لا بعدية تصف تدفق الحرارة، كما يطلق اسمه أحيانًا على قنطرة الدايود التي ابتكرها المخترع البولندي كارول بولاك وثم قام ليو جرايتس بنشرها في عام 1897. وفي عام 1880 أكد ليو جرايتس قانون ستيفان–بولتزمان. توفي ليو جرايتس في ميونيخ وعمره 85 سنة.